# Цейлонская кошка
Цейло́нская ко́шка — редкая порода кошек, имеющая необычный тикированный окрас и узор табби.

## История породы
В 1984 году итальянский ветеринар Паоло Пелегатта посетил остров Цейлон (ныне Шри-Ланка) и там наткнулся на необычную породу кошек. На их мордочке присутствовал интересный рисунок, напоминающий голову кобры. По легенде считалось, что именно Будда оставил этот «отличительный» знак. Кобра считается любимицей Бога, а кошки, «помеченные» этим знаком, приносят удачу.

Небольшой размер и вес, но при этом мускулистое телосложение, а также выносливость и неприхотливость — все эти качества четвероногих питомцев заинтересовали Паола, и он решил привести их к себе на родину в Италию. Там он с группой фелинологов, с помощью селекционного разведения решили вывести эталонную породу, при этом их целью было сохранить природные достоинства, а недостатки убрать.

Спустя несколько лет, в 1988 году был зарегистрирован первый стандарт, а в 1993 году он был подтвержден WCF (Всемирная федерация кошек). В России цейлонская порода мало известна и представлялась лишь однажды в 2004 году на выставке кошек РСА в Москве.

На данный момент эта порода кошек является единственной, что была выведена в Италии.

## Внешний вид
Тело: небольшой величины. Стройное, тонкокостное телосложение, но в то же время сильное и мускулистое. Брюшко округлое. Широкие плечи и хорошо развитая грудная клетка.

Вес: от 2,5 до 4 кг.

Голова: круглая, небольших размеров, вытянутая вперед морда, с четко просматривающимися скулами. В профиль заметен небольшой изгиб на носу. Плосковатый лоб. Хорошо развита нижняя челюсть с подбородком.

Глаза: большие и выразительные, широко расставлены. По верхнему краю глаза имеют миндалевидную форму, по нижнему округлую. Цвет варьируется от желтого до темно-зеленого.

Уши: крупные, высоко посаженные на голове. Расширенные у основания, а кончики закругленные.

Шерсть: короткая, мягкая и тонкая, похожая на шелк. Мех плотно прилегает к телу. Имеется небольшой подшерсток. На спине, лапах и хвосте присутствует узор таби. Расцветка шерсти варьируется от серого-песочного до золотого с эффектом тикинга. Также имеются кошки с голубым и красно-бурым оттенком, но это большая редкость.

## Характер
Цейлонские кошки чрезвычайно активные и энергичные, редко могут усидеть на месте, они обожают внимание и игры. Во всех своих делах и играх питомец пытается максимально вовлечь хозяина. Поэтому надолго оставлять их одних не рекомендуется, но если эти ситуации невозможно избежать, то лучше завести еще одну кошку, чтобы они могли развлекать друг друга.

Сильно привязываются к своему хоязину и им крайне важно его внимание и одобрение.

Легко адаптируются к новой среде и спокойно переносят смену обстановки.

Цейлонские кошки очень миролюбивы и доброжелательны, поэтому они доверительно относятся к незнакомым людям и другим питомцам, если только они не проявляются очевидной агрессии.

Эта порода кошек весьма спокойна и уравновешена, поэтому они легко поладят с детьми.

Их любопытство толкает их на исследование всего вокруг, благодаря этому они способны проникать в самые труднодоступные места.

Цейлонки очень чуткие и ненавязчивые, они прекрасно чувствуют настроение человека и хорошо понимают, когда их за что-то отчитывают и постараются больше не совершать таких ошибок.

Достаточно послушные и обладают высоким интеллектом, и при достаточном количестве терпения появляется возможность обучить эту породу некоторым командам.

## Уход и содержание
Их живой темперамент и гиперактивность требует большого пространства, но и в небольших квартирках они неплохо уживаются, главное создать условия для выплеска их энергии.

### Питание
В еде эти питомцы неприхотливы, однако для того, чтобы шерсть цейлонских кошек оставалась такой же шелковистой, требуется сбалансированное питание и витамины.

В их рацион может входить нежирное отварное мясо, субпродукты, каши, зелень. Если вы планируете кормить кошку кормом, то остановите свой выбор на кормах премиум-класса.

### Уход
В целом уход за этой породой не сильно отличается от ухода за другими кошкам и состоит из:
- Вычесывания шерсти 1-2 раза в месяц
- Купания не чаще 2-3 раз в месяц
- Чистки ушей и глаз по мере загрязнение (где-то около 2-4 раз в месяц)
- Чистки зубов специальной пастой
- Подстригания когтей, альтернативным[1] вариантом является покупка когтеточки

Цейлонские кошки обладают крепким здоровьем, но все же есть вероятность простуды, в связи с их маленьким носиком, так что следует оберегать питомца от сквозняков.

Продолжительность жизни 13-18 лет. 